# Vologases I de Partia

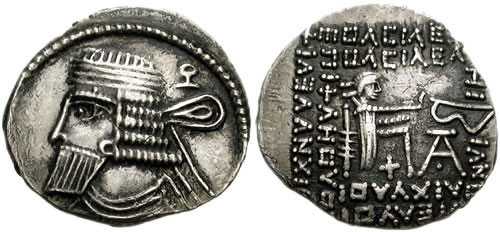
Moneda de Vologases I.

Vologases I de Partia gobernó el Imperio parto desde el año 51 hasta el 78. Hijo de Vonones II y una concubina griega, sucedió a su padre en 51. Dio el reino de Media a su hermano Pacoro II y ocupó el reino de Armenia para otro hermano, Tiridates. Esto llevó a una larga guerra contra el Imperio romano (54-63), que fue conducida hábilmente por el general romano Cneo Domicio Corbulón.